# Ara (jornal)
Ara (pronúncia catalã: /ˈaɾə/; em português: "Agora") é um jornal diário. O jornal foi publicado por primeira vez a 28 de Novembro de 2010, no mesmo dia das eleições parlamentares catalãs. É o terceiro jornal mais lido na Catalunha e o mais lido inteiramente grafado na língua catalã. 
O primeiro director foi Carles Capdevilla (falecido em 2017) e actualmente a directora é Esther Vera.
O jornal é impendido pela empresa Edició de Premsa Periòdica Ara, SL. Tem tendências pró-independetistas e catalanistas.